# رون فلوريس
رون فلوريس (بالإنجليزية: Ron Flores)‏ هو لاعب كرة قاعدة أمريكي، ولد في 9 أغسطس 1979 في ويتير في الولايات المتحدة.

## وصلات خارجية
- رون فلوريس على موقع دوري كرة القاعدة الرئيسي (الإنجليزية)
- رون فلوريس على موقعبيزبول رفرنس.كوم (الدوري الرئيسي) (الإنجليزية)